# Општина Барзава (Арад)
Барзава (рум. Bârzava) општина је у Румунији у округу Арад.
Oпштина се налази на надморској висини од 249 m.